# Abdelrahman Oraby
Abdel Rahman Salah Orabi Abdelgawwad (in arabo عبد الرحمن صلاح عرابي عبد الجواد‎?; al-Fayyum, 9 ottobre 1987) è un pugile egiziano.

## Carriera
Ha partecipato ai Giochi di Rio de Janeiro 2016 e di Tokyo 2020, gareggiando nella categoria dei Pesi massimi.